# 飛驒金山站
飛驒金山站（日语：／ Hida-kanayama eki */?）是位於日本岐阜縣下呂市金山町大船渡的東海旅客鐵道（JR東海）高山本線鐵道車站。雖然站名叫作「飛驒金山」，但地名「金山」古代屬於美濃國武儀郡（車站所在地古代為飛驒國）。
特急列車 「WideView飛驒」號（ワイドビュー）部份班次在此站停車。

## 車站構造
飛驒金山站為一地上車站，單式月台1面1線、島式月台1面2線，共計2面3線。單式月台的1號線是下行本線，島式月台的片側2號線是上行本線，片側3號線是上下副本線。2009年3月改正時刻表時，3號線有1日1班以本站作起點及終點站的列車使用。3號線外側有保線車輛用側線若干條。島式月台上設候車室與跨線橋。
本站是由東海交通事業職員負責的業務委託站，由美濃太田站負責本站管理，惟清早和夜間無人管理。設有綠色窗口。

### 月台配置
| 月台 | 路線     | 方向 | 目的地                         | 注釋                    |
| ---- | -------- | ---- | ------------------------------ | ----------------------- |
| 1    | 高山本線 | 下行 | 下呂、高山、飛驒古川、豬谷方向 |                         |
| 2    | 高山本線 | 上行 | 美濃太田、岐阜、名古屋方向     | 上行主發月台            |
| 3    | 高山本線 | 上行 | 美濃太田方向                   | 每天2個普通班次才會使用 |

## 車站周邊
- 國道41號
- 岐阜縣道438號飛驒金山停車場線
- 下呂市金山振興事務所
- 大船渡堤壩
- 金山橋

## 历史
- 1928年（昭和3年）3月21日 - 高山線（1934年改名高山本線）往白川口站延伸之際，本站開業並為終點站，開始提供旅客及貨物服務。
- 1929年（昭和4年）4月14日 - 高山線往燒石站延伸，本站成為中途站。
- 1978年（昭和53年）12月21日 - 貨物運輸服務中止。
- 1987年（昭和62年）4月1日 - 國鐵分割民營化，成為東海旅客鐵道（JR東海）旗下車站。

## 其他
- 明治時代後期曾經有連接岐阜市和下呂市金山町關市的中濃電氣鐵道計劃，途經飛驒金山站附近，但未有落實興建。

## 相鄰車站
※特急「飛驒」的相鄰停靠站參見列車條目。
東海旅客鐵道
 高山本線
下油井－飛驒金山－（福來信號場）－燒石

## 外部連結
- JR東海飛驒金山站發車資訊。 （页面存档备份，存于）
- 岐阜縣下呂市金山町觀光物產協會 （页面存档备份，存于）